# الغواصة الألمانية يو-971
غواصة يو-971 غواصة يو بوت ألمانية من غواصة الفئة السابعة سي بنيت لسلاح بحرية ألمانيا النازية كريغسمارينه، في أحواض بلوم+فوس خلال الحرب العالمية الثانية.

## التصميم
كانت إزاحة الغواصة U-971 تبلغ 769 طناً عندما تكون على السطح و871 طناً عندما تكون مغمورة.يبلغ الطول الإجمالي للغواصة 67.10 متر، وطول هيكل الغواصة 50.50 متر، وعرض 6.20 متر، وارتفاع 9.60 متر، وغاطس 4.74 متر. كانت الغواصة مزودة بمحركي ديزل بضاغط عنفي فائق من طراز F46 سداسي الأسطوانات من طراز جيرمانياويرفت، ينتج قوة حصانية تتراوح بين 2800 و3200 حصان متري للاستخدام على سطح الماء، ومحركين كهربائيين مزدوجين من طراز (بالإنجليزية: Brown, Boveri & Cie GG UB 720/8) ينتج قوة حصانية إجمالية قدرها 750 حصان متري للاستخدام تحت الماء. كان لها عمودان ومروحتان بطول 1.23 متر. وكانت الغواصة قادرة على العمل على عمق يصل إلى 230 متر.